# Relations entre la Chine et les Maldives
Les relations entre la Chine et les Maldives font référence aux relations étrangères entre les deux pays. La Chine possède une ambassade à Malé qui ouvre ses portes en novembre 2011, et les Maldives possèdent une ambassade à Pékin qui ouvre ses portes en 2009. Les relations diplomatiques sont établies en 1972.

## Visites diplomatiques
En 1999, le chef d'état-major de l'Armée populaire de libération visite Malé, et en 2001 le Premier ministre Zhu Rongji se rend à son tour dans la capitale. En 2002, le ministre de la Défense et de la Sécurité nationale des Maldives se rend en Chine. En 2010, le président Mohamed Nasheed effectue une visite d'État en Chine.
En mai 2011, Wu Bangguo, président du Congrès populaire national et membre du Comité permanent du Politburo, se rend aux Maldives. Puis en septembre 2012, le président Mohammed Waheed Hassan rencontre le Premier ministre Wen Jiabao en Chine.
En octobre 2012, Li Changchun, membre du Comité permanent du Politburo du Parti communiste chinois, rend visite au président maldivien Mohammed Waheed Hassan. Il déclare que « la Chine continuera à fournir une assistance afin de promouvoir la croissance sociale et économique des Maldives et de soutenir l'infrastructure du pays et le développement des ressources humaines ». En décembre 2012, le ministre de la Défense et de la Sécurité nationale des Maldives se rend en Chine.
En septembre 2014, le président Abdulla Yameen se rend en Chine et le mois suivant, Xi Jinping, président et secrétaire général du Parti communiste chinois, rend visite au président maldivien Abdulla Yameen. En août 2017, trois navires de guerre de la marine chinoise font escale à Malé. En décembre 2017, en Chine, le président Yameen signe un accord de libre-échange avec la Chine, il s'agit du premier accord de libre-échange des Maldives.

## Allégations de piège de la dette
À la suite de la défaite d'Abdulla Yameen en septembre 2018, le gouvernement d'Ibrahim Mohamed Solih fait part de ses inquiétudes quant au niveau de la dette chinoise contractée par le gouvernement de Yameen,,. En décembre 2019, le président du Conseil du peuple et ancien président, Mohamed Nasheed, qualifie les dettes contractées pour la construction de projets tels que le pont Sinamalé, de piège de la dette (en),. D'anciens responsables maldiviens et des représentants chinois critiquent le manque de comptabilité détaillée de Nasheed et s'inquiètent du fait que le montant est toujours important.

## Coopération en matière d'infrastructures
Sous le président Mohamed Nasheed, Pékin finance un complexe de logements à Hulhumalé, « le plus grand projet de logements civils de l'histoire du pays et le premier projet commercial entrepris par les Chinois aux Maldives ». La modernisation de l'aéroport international de Malé est attribuée à la Chine après l'expulsion d'entrepreneurs indiens.

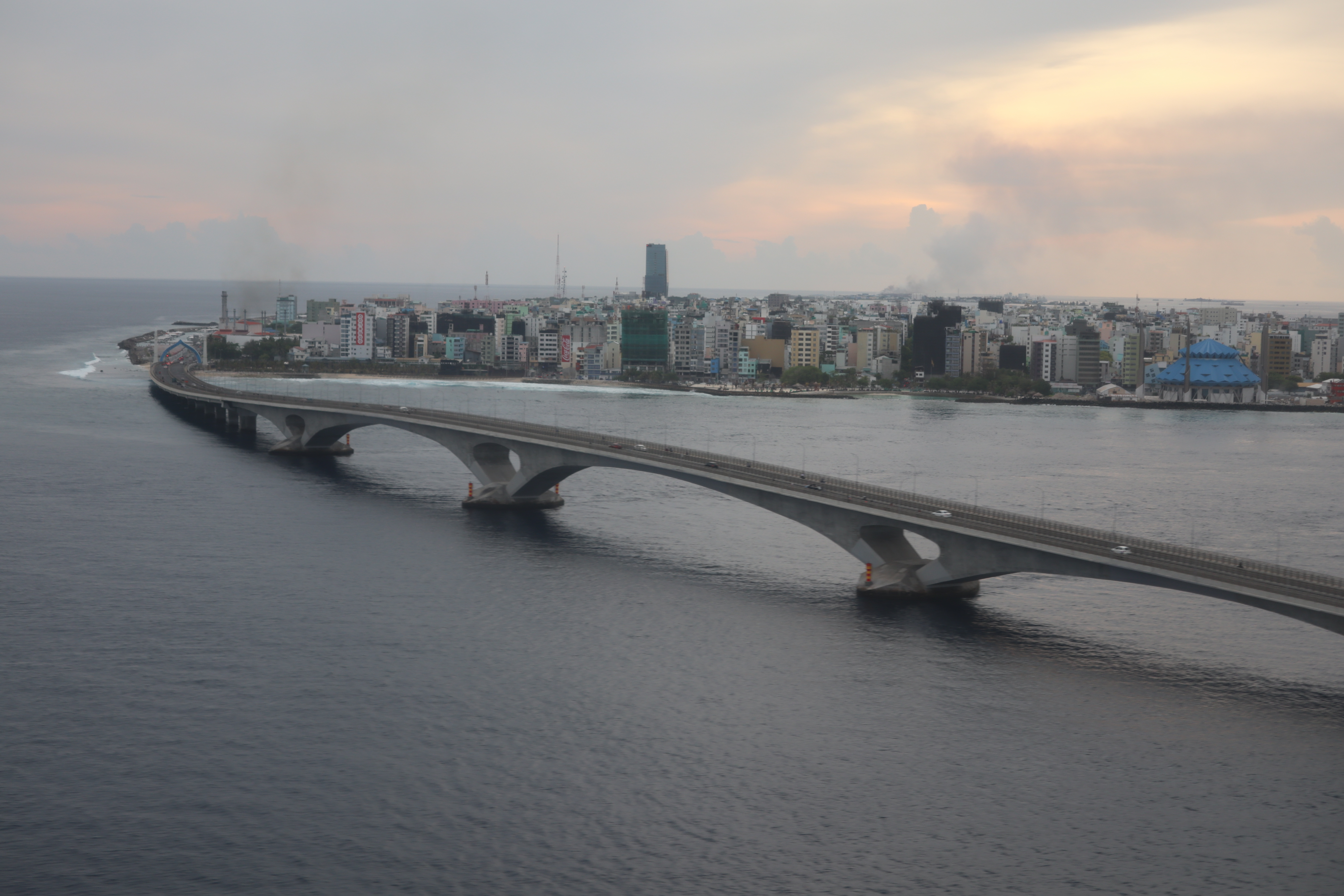
Une vue aérienne du pont Sinamalé. Initialement appelé "pont de l'amitié Chine-Maldives".

En 2014, les investissements chinois aux Maldives comprennent le pont Sinamalé, un bâtiment du ministère des Affaires étrangères des Maldives, un musée national, des projets de logement et des investissements dans des secteurs tels que les énergies renouvelables, le tourisme et les télécommunications,.

## Tourisme
Le nombre de touristes chinois aux Maldives en 2014 est de 363 000. En 2018 et 2019, il y a une diminution progressive du nombre de touristes chinois se rendant dans l'état insulaire.

## Relations triangulaires

### Impact sur les relations avec l'Inde
À la suite de l'influence croissante de la Chine aux Maldives, les relations entre l'Inde et les Maldives se détériorent dans un certain nombre de domaines, notamment la défense et la sécurité. Les gouvernements indiens successifs expriment leur inquiétude face à l'influence chinoise croissante aux Maldives. La Chine et les Maldives annoncent la construction de la station conjointe d'observation de l'océan (en), qui, selon le gouvernement indien et le Parti démocrate maldivien, sera utilisée à des fins militaires par la Chine. Les médias indiquent plus tard que les Maldives abandonnent les plans de cette station d'observation,.

### Impact sur les relations avec les États-Unis
Les États-Unis possèdent un programme d'assistance axé sur les Maldives au sein du département du Trésor des États-Unis pour fournir « une assistance sur la stratégie de la dette et la gestion de la dette intérieure ».